# انستیتو دام‌پروری و دام‌پزشکی ایروان
انستیتو دام‌پروری و دام‌پزشکی ایروان (ارمنی: Երևանի անասնաբուծական-անասնաբուժական ինստիտուտ) یک مؤسسه آموزش عالی دوره شوروی و تا حدودی پسا شوروی در زمینه دامپروری، دامپزشکی و فناوری صنایع لبنی در ارمنستان می‌باشد که در سال ۱۹۹۴ دوباره به آکادمی کشاورزی ارمنستان ملحق شد.

## تأسیس
این انستیتو در سال ۱۹۳۱ با ادغام انستیتو دامپزشکی ترانس قفقاز (تأسیس در سال ۱۹۲۸) و انستیتو دامپروری (تأسیس در سال ۱۹۳۰) شکل گرفت. ب. ماسینون، س. سمیرنسکی، آ. کالانتار، آ. تامامشف، ب. میخائیلوف، ف. میخائیلوف، س. قامباریان و افرادی دیگر در تشکیل این انستیتو مشارکت داشتند.
بین سال‌های ۱۹۲۸-۱۹۷۴، ۸۴۴۰ دانشجو از این انستیتو فارغ‌التحصیل شدند و در جمهوری‌های مختلف اتحاد جماهیر شوروی مشغول به کار شدند. در سال تحصیلی ۱۹۷۴–۱۹۷۵، تعداد ۲۶۵۰ دانشجو در این انستیتو تحصیل نمودند. این انستیتو دارای دانشکده‌های دامپروری (تمام وقت و پاره وقت)، دامپزشکی، صنایع لبنی، فنی مهندسی و اقتصاد (یک ساله) با بخش‌های ارمنی و روسی می‌باشد.

## دانش‌آموختگان سرشناس
- آشوت آپویان
- آزیز تامویان
- ادیک آساطریان
- پاولیک آساطریان
- شاوارش آلکسانیان
- هوهانس آهارونیان
- واردان آیوازیان
- واغیناک اوسکایان
- نارینه بالایان
- آرامائیس بایبوردتسیان
- سیران پطروسیان
- سامول تادئوسیان
- پیش‌نویس:اوا ترتریان
- لوون توماسیان
- مارات جانولیان
- خورن سارگسیان
- روبرت سارگسیان
- سوقومون سوقومونیان
- استپان قازاریان
- ساهاک کاراپتیان
- گورگن کامالیان
- هوهانس گابریلیان
- مارگاریت گریگوریان
- یوری مارماریان
- مهر ملکونیان
- ولادیمیر موسیسیان
- سورن هاروتیونیان
- گریگور هاروتیونیان
- گریشا هویان

## یادداشت
1. ↑  Անդրկովկասյան անասնաբուժական
2. ↑  անասնաբուծական
3. ↑  Բ․ Մասինոն
4. ↑  Ս․ Սմիրենսկին
5. ↑  Ա․ Քալանթար
6. ↑  Ա․ Թամամշև
7. ↑  Բ․ Միխայլով
8. ↑  Ֆ․ Միխայլով
9. ↑  Ս․ Ղամբարյան